# D Mob
D Mob, pseudonimo di Daniel Kojo Poku (Stoke-on-Trent, ...), è un produttore discografico britannico.

## Biografia
Nel 1988 il suo brano We Call It Acieed, in stile acid house,  si piazzò al terzo posto dell'Official Singles Chart. Il videoclip era diretto da Marek Budzynsk. L'anno successivo bissò il successo con It Is Time to Get Funky, che arrivò al nono posto. 
In totale, quattro dei suoi brani furono primi della classifica Dance Club Songs negli USA: We Call It Acieed, It Is Time to Get Funky, C'mon and Get My Love, e That's the Way of the World.

## Discografia

### Album in studio
- 1989 - A Little Bit of This, a Little Bit of That

### Singoli
- 1988 - We Call It Acieed (feat. Gary Haisman)
- 1989 - Is It Time to Get Funky (feat. LRS e DC Sarome)
- 1989 - C'mon and Get Mu Love (introducing Cathy Dennis)
- 1989 - Put Your Hands Together (feat. Nuff Juice)
- 1990 - That's the Way of the World (con Cathy Dennis)
- 1994 - Why (con Cathy Dennis)
- 1994 - One Day